# Eric Miles Williamson
Pour les articles homonymes, voir Williamson.
Eric Miles Williamson, né le 20 juin 1961 à Sacramento en Californie, est un écrivain américain de roman policier.

## Biographie
Il grandit à Oakland qu’il quitte après de courtes études. Il travaille un temps dans le bâtiment avant de reprendre le chemin de l’école afin d'obtenir un doctorat en littérature en 1998. Il a été l'élève du romancier américain Donald Barthelme. Devenu professeur à l’université du Missouri de Warensburg (University of Central Missouri (en)), il écrit son premier roman East Bay Grease (Gris-Oakland), paru en 1999, qui raconte l'enfance et l'adolescence pauvre et laborieuse de T-Bird Murphy, un jeune homme ballotté entre sa mère, qui héberge un gang de Hells Angels, et son père, propriétaire d'une station-service depuis sa récente sortie de prison, dans l'univers trouble de la Californie des années 1960 et 1970. Williamson enseigne par la suite à l’Université du Texas Pan American, devient critique littéraire et collabore à plusieurs magazines et journaux américains. Il publie en 2006 un deuxième roman Two-up (Noir Béton), suivi de Welcome to Oakland (Bienvenue à Oakland) en 2009. Ses romans, d'une noirceur magnifique et tragique, racontent par le détail l'envers du rêve américain. Ils se déroulent tous dans la ville d'Oakland et ses environs.

## Œuvre

### Romans
- East Bay Grease (1999) Publié en français sous le titre Gris-Oakland, Paris, Gallimard, La Noire, 2003.
- Two-up (2006) Publié en français sous le titre Noir Béton, Paris, Fayard, coll. Noir, 2008.
- Welcome to Oakland (2009) Publié en français sous le titre Bienvenue à Oakland, Paris, Fayard, coll. Noir, 2011, réédition Points, Romans noirs, 2012.
- 14 Fictional Positions (2010)

### Autres romans
- Oakland, Jack London, and Me (2007)
- Say It Hot: Essays on American Writers Living, Dying, and Dead (2011)